# Molassz
A molassz a törmelékes üledékes kőzetek egyik kategóriája, az extrabazinális (szállítódásnak alávetett), nagyobb kiterjedésű geoszinklinálisban (üledékgyűjtő medencében) felhalmozódó, fizikai erózióval képződő üledékek gyűjtőneve. Akár sekélytengeri, akár szárazulati üledékgyűjtőben keletkezett, molassznak nevezzük. Általában kiemelt helyzetű alapkőzetekből jön létre, mert ott a legnagyobb a fizikai erózió hatása, így kiinduló anyaga bármilyen kőzettípus lehet.
A molasszképződés a hegységképződés során a kiemelkedő nagy kiterjedésű kőzettömbökhöz köthető, többnyire bezáródó tengermedencék az üledékhalomozódás színterei, vagyis az orogén előtér süllyedékei és az orogén ívek hegyközi völgyei, medencéi. Ebből eredően kontinentális, part menti és sekélytengeri fáciesű lehet. A kontinentális (síksági) üledék tömb, görgeteg, kavics és homok szemcseméretű törmelék, vagy utólag cementálódó konglomerátum, illetve breccsa. A partszegélyi fáciesben megjelenhetnek a tengeri élettevékenységre utaló meszes elemek, míg a mélység növekedésével a sekélytengeri övben ezeknek az aránya egyre növekszik. Ezeket márgás, meszes molassznak, vagy molasszos mészkőnek nevezzük. Különleges molasszképző hely a deltafácies, amely a nagyobb folyamok árapálymentes tengeri torkolatánál jelentkezik.
A molasszok egy speciális fajtája a csak a német nevezéktanban létező slír.